# Phalaenopsis fuscata
Phalaenopsis fuscata (можлива українська назва: Фаленопсис фуската) - епіфітна трав'яниста рослина родини орхідні.
Вид не має усталеної української назви. В україномовних джерелах використовується наукова назва Phalaenopsis fuscata.
Англійська назва - Darkened Phalenopsis.

## Синоніми
За даними Королівських ботанічних садів в К'ю :
- Phalaenopsis denisiana Cogn. 1899
- Polychilos fuscata (Rchb.f.) Shim 1982

## Біологічний опис
Моноподіальний епіфіт середніх розмірів. Стебло укорочене, приховане основами листя. Коріння численне. Листя ламке, темно-зелене, овально-еліптичної форми, до 30 см у довжину і до 10 см завширшки. Квітконіс жорсткий, китицеподібний або метельчатий, несе 3-13 квітів. 
 Квіти відкриваються послідовно, воскові, м'ясисті, часто ароматні, 3,5 см шириною, 4,5 см заввишки, пелюстки жовто-зелені з коричневим підставою.

## Ареал, екологічні особливості
Малайзія, острів Борнео, Суматра, можливо Філіппіни. 

Росте у вологих місцях проживання, як у рівнинних лісах, так і на висотах до 1000 метрів над рівнем моря. 
 Цвіте незалежно від пори року.
У місцях природного проживання сезонного зміни температур немає. Цілий рік денна температура 28-32°С, нічна 23-25°С. Відносна вологість повітря 80-90%. 

Сухого сезону немає. Середньомісячна кількість опадів: 200 - 500 мм. 

У природі рідкий. Відноситься до числа видів, що охороняються (другий додаток CITES).

## У культурі
Батьківщина рослин знаходяться в культурі - схід Борнео. 

Температурна група - тепла. Для нормального цвітіння обов'язковий перепад температур день/ніч в 5-8°С.
Вимоги до освітлення: 1000-1200 FC, 10760-12912 lx.
Загальна інформація про агротехніку у статті Фаленопсис.
Вид активно використовується в гібридизації.

## Деякі первиннігібриди(грекси)
- Ambocata - amboinensis х fuscata (Hou Tse Liu) 1999
- Bee Ridge - fuscata х violacea (Bates Orchids (Raymond Brown)) 1980
- Corinne Dream - fuscata х javanica (Luc Vincent) 2000
- Crepuscule - gigantea х fuscata (Dr Henry M Wallbrunn) 1985
- Ellen Hanoppo - equestris х fuscata (Atmo Kolopaking) 1984
- Flores Focus - floresensis х fuscata (Hou Tse Liu) 2004
- Fuscabell - bellina х fuscata (Paul Lippold) 2007
- Fuscatilis - amabilis х fuscata (Dr SL Minne (J & L Orchids)) 1968
- Golden Jewel - mariae х fuscata (Irene Dobkin) 1973
- Jean-Pierre Zryd - lindenii х fuscata (Luc Vincent) 1994
- Lucata - lueddemanniana х fuscata (Fredk. L. Thornton) 1967
- Mannicata - mannii х fuscata (L. B. Kuhn) 1966
- Mirth - fuscata х fasciata (Herb Hager Orchids) 1977
- Nicole Dream - fuscata х sanderiana (Luc Vincent) 2002
- Palace Princess - fuscata х celebensis (Orchid Palace (O / U)) 2005
- Piebald - maculata х fuscata (Dr Henry M Wallbrunn) 1982
- Purbo Sejati - sumatrana х fuscata (Ayub S Parnata) 1983
- Robert Combremont - cornu-cervi х fuscata (Luc Vincent) 1995
- Till Eulenspiegel - fuscata х bastianii (Dr Henry M Wallbrunn) 1996
- Zuma's Angelita - stuartiana х fuscata (Zuma Canyon) 1978